# José de Sorribas
José de Sorribas y Rovira (Berga, c. 1602 - 5 de enero de 1658) fue un noble y militar español de origen catalán, consejero y hombre de confianza de Felipe IV.

## Biografía
Hijo de Felipe Sorribas y Descoll, —noble destacado en la Generalidad de Cataluña donde fue diputado militar, segundo consejero y Veguer de Barcelona—, fue segundo señor de Sant Pau de Casserras, hoy Caserras y habilitado por el brazo de la nobleza en las Cortes catalanas de 1626. Hombre leal, gozó de la confianza de Felipe IV, quien le prometió que, llegado el momento, sería el primer catalán en ocupar el puesto reservado para el principado como Consejero de capa y espada en el Consejo Supremo de la Corona de Aragón. Estuvo destinado como capitán de caballería en Flandes por deseo del monarca y fue Consejero de Hacienda.
En 1632 ingresó como caballero en la Orden de Santiago, y en 1658 Felipe IV le nombró consejero de capa y espada del Consejo de Aragón como le había prometido. Falleció un año más tarde víctima de un accidente. Su puesto en el Consejo de Aragón en representación del Principado de Cataluña lo ocupó Miguel de Salbá y Vallgornera.